# 平岡露子
平岡 露子（ひらおか つゆこ、1913年9月29日 - 2012年3月29日）は、日本のフィギュアスケート選手（女子シングル）。全日本フィギュアスケートジュニア選手権の女子シングル初代チャンピオン。日本スケート連盟フィギュア委員、強化コーチ。東京都出身。兄はシロフォン奏者の平岡養一。

## 経歴
1932年、第3回全日本ジュニア選手権に女性として唯一人出場し、2位となる。ただしこの年の大会は男女混合で競っており、1位は男子の長谷川章夫であるため、事実上女子の優勝者であった。翌年の1933年、第4回全日本ジュニア選手権からは男女別の競技に変わり優勝を果たした。
戦後は、南 紀久子（みなみ きくこ）の名前で日本で初の国際スケート連盟の審判員となった。日本スケート連盟のフィギュア委員、強化コーチ、常任委員と歴任し、1963年世界選手権の日本代表監督、1972年オリンピックのペア審判員として活躍した。大阪府スケート連盟名誉理事にも就いた。

## 主な戦績
| 大会/年              | 1932-33 | 1933-34 |
| -------------------- | ------- | ------- |
| 全日本ジュニア選手権 | 2       | 1       |